# Muhammad Shah Qajar
Mohammad Shah Qajar (in persiano محمد شاه قاجار‎; Tabriz, 5 gennaio 1808 – Teheran, 5 settembre 1848) fu scià di Persia dal 23 ottobre 1834 al 5 settembre 1848.

## Biografia

### Ascesa al potere
Muhammad Shah era figlio di Abbas Mirza, principe ereditario e governatore dell'Azerbaigian, che a sua volta era figlio dello scià Fath Ali Shah. Abbas Mirza era l'erede al trono ma data la sua morte prematura Fath Ali designò il nipote Muhammad quale suo erede. Dopo la morte dello scià uno dei suoi tanti figli, Ali Mirza, tentò di opporsi all'ascesa al trono di Muhammad. Il dominio di Ali durò appena 40 giorni e venne deposto da Mirza Abolghasem Ghaem Magham Farahani.

### Regno
Una volta salito al trono Muhammad Shah concesse il perdono ad Ali Mirza e conferì a Farahani la carica di primo ministro. Nel 1835 quest'ultimo venne giustiziato per ordine dello scià, il quale era stato consigliato da Hajj Mirza Aghasi che diverrà primo ministro.
Muhammad Shah tentò per ben due volte di conquistare la città di Herat, all'epoca controllata dagli inglesi. Per cercare di sconfiggerli infatti lo scià aveva chiesto aiuto a re Luigi Filippo di Francia. Nel 1839 Luigi Filippo inviò a Tabriz due istruttori militari ma nonostante questo non riuscì a conquistare la città.
Durante il suo regno la Persia cadde sotto l'influenza dell'Impero russo e tentò di modernizzare il paese e di avvicinarlo all'Occidente. La sua opera innovatrice verrà poi portata avanti dal suo successore Nasser al-Din Shah Qajar.
Morì di gotta nel 1848 all'età di 40 anni.

## Figli
Muhammad Shah ebbe 15 mogli dalle quali ebbe 20 figli, 11 maschi e 9 femmine. Di questi sette morirono in tenera età. Tra quelli che raggiunsero l'età adulta si possono ricordare:
- Nasser al-Din Shah Qajar (16 luglio 1831 - 1º maggio 1896)
- Abbas Mirza Molk Ara (27 novembre 1839 - 14 aprile 1897)
- Muhammad Taqi Mirza Rokn ed-Dowleh (1840 - 1901)
- Abdol-samad Mirza Ezz ed-Dowleh (1843 - 1929)
- Malkzadeh Khanom Ezzat ed-Dowleh (1827 - 1906)